# هنري جي. داغت
هنري جي. داغت هو سياسي أمريكي، ولد في 16 أغسطس 1826 في بوسطن في الولايات المتحدة، وتوفي في 27 أكتوبر 1910. نشط حزبياً في الحزب الجمهوري. وقد انتخب عضو جمعية ولاية نيويورك ‏.